# اچ‌ام‌اس دیومد (دی۹۲)

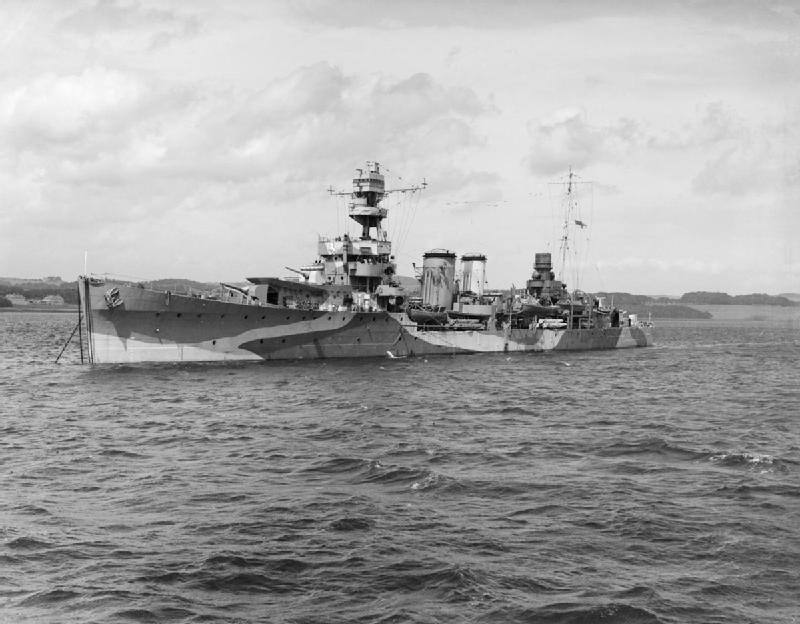
اچ ام اس دیومد

اچ‌ام‌اس دیومد (دی۹۲) (به انگلیسی: HMS Diomede (D92)) یک کشتی بود که طول آن ۴۷۱ فوت ۲ اینچ (۱۴۳٫۶۱ متر) بود. این کشتی در سال ۱۹۱۹ ساخته شد.